# Чубой (Балезинский район)
Чубо́й — бывшая деревня в Андрейшурском сельском поселении Балезинского района Удмуртии. Центр поселения — село Андрейшур.
Деревня находится на речке Чубойка — левом притоке реки Чепца (между речками Туга и Пулыбка). Вместе с соседней деревней Жон Чубой находятся посередине между деревнями Туга и Пулыб.
Население — 31 человек в 1961.